# Mythologie franque

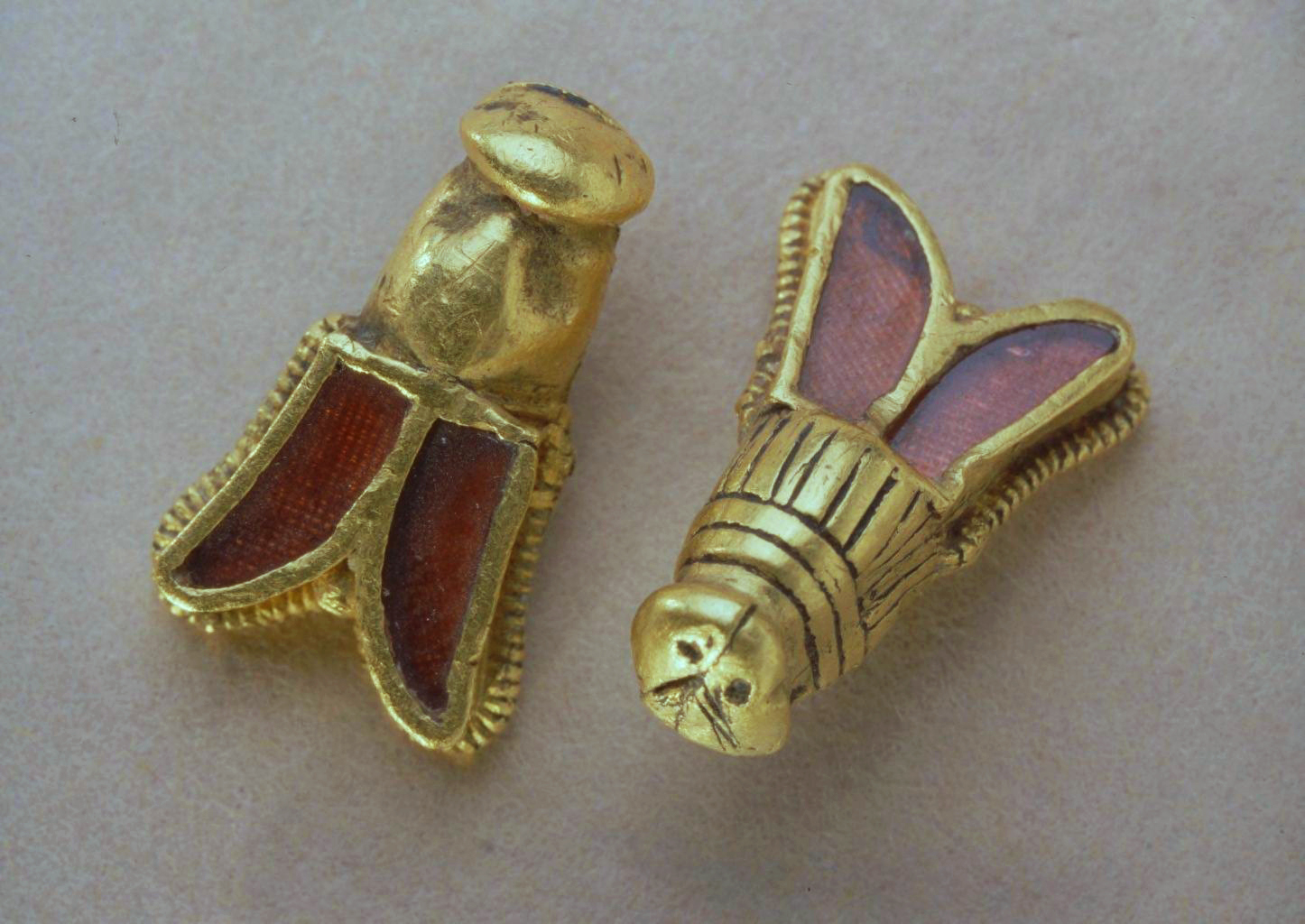
Cigales ou abeilles d'or avec inserts de grenat, découvertes dans la tombe de Childéric Ier (mort en 482). Elles symbolisent peut-être la vie éternelle (cigales) ou la longévité (abeilles d'Artemis).

La mythologie franque, c'est-à-dire la mythologie de la tribu germanique des Francs, prend racine dans le paganisme polythéiste germanique et des éléments gréco-romains inclus durant le haut Moyen Âge. Cette mythologie a prospéré parmi les Francs jusqu'à la conversion de Clovis Ier au christianisme nicéen (vers 500), bien que de nombreux Francs étaient déjà chrétiens avant cette date. Le paganisme a été progressivement remplacé du fait de la christianisation mais on trouvait encore des païens au cœur du territoire franc de Toxandrie à la fin du VIIe siècle.

## Traditions pré-chrétiennes
La religion des Francs à l'époque des migrations partage probablement beaucoup de caractéristiques avec les autres variantes de paganisme germanique, par exemple en plaçant des autels dans des vallées forestières, au sommet de collines, au bord de lacs ou de rivières et en consacrant des bois. En général, les dieux germaniques étaient associés à des lieux de culte locaux et leur pouvoir sacré était associé à des endroits spécifiques en dehors desquels ils n'étaient ni vénérés ni craints. D'autres dieux sont connus et partagés par les tribus bien qu'ils portent des noms différents. Parmi ces derniers, les Francs ont probablement un dieu omnipotent Allfadir ("All Father", Père de tout) qui vivrait dans un bois sacré. Les peuples germaniques se sont peut-être recueillis là où ils pensaient qu'il vivait et ont peut-être fait des sacrifices humains.
Des variantes de Allfadir se réfèrent généralement à Wuotan (Wodin, Odhinn). Les Francs croyaient probablement en Wuoton comme le "chef" des bénédictions. L'historien Tacite faisait le rapprochement d'Odin avec Mercure et Zio (Tyr) avec Mars. Selon Herbert Schutz, la plupart de leurs dieux étaient "mondains", ils avaient une apparence et avaient des relations concrètes avec les objets terrestres, par opposition au Dieu chrétien transcendant. Tacite mentionne également la déesse Nerthus vénérée par les peuples germaniques. D'après Perry, elle était également vénérée par les Francs. Avec les Germains installés le long de la mer du Nord, les Francs partageaient une dévotion spéciale à Yngvi, synonyme de Freyr, dont le culte était encore présent du temps de Clovis.
La religion de Clovis avant sa conversion au catholicisme est sujet de débat,. Il est communément admis qu'elle n'est pas représentative des croyances traditionnelles de ses compatriotes. La majorité des croyances païennes franques dérivent d'une religion traditionnelle dont les lignes principales peuvent être retrouvées chez tous les peuples germaniques. Il est donc possible de reconstituer les éléments de base de la religion traditionnelle franque. On pense que le panthéon franc est une variation du panthéon germanique avec une dévotion particulière aux dieux de la fertilité.
Les riches païens francs étaient enterrés avec des objets de valeurs dans des tombes entourés de sépultures de chevaux. Contrairement à de nombreuses autres tribus germaniques, les Mérovingiens ne prétendaient pas descendre de Wodan. Au lieu de cela, la tradition sacrée d'un chariot tirés par des taureaux semble être présente dès les premiers Mérovingiens. Les taureaux tirant le chariot étaient des animaux spéciaux et selon la loi salique le vol de ces animaux était puni sévèrement. Dans la tombe de Childéric Ier (mort en 481) on a trouvé une tête de bœuf, habilement réalisée en or. C'est peut-être le symbole d'un rituel de fertilité très ancien, qui était centré sur le culte de la vache. Cette hypothèse est étayée par les preuves de sacrifices dans les marais de Drenthe,,. Tacite mentionne des rituels dans les tribus germaniques de la mer du Nord qui comprennent la déesse de la fertilité Nerthus montée sur un char tiré par des bœufs. Par effet tardif, Grégoire de Tours a placé dans la bouche de Clotilde, la femme de Clovis, un interpretatio romana du dieu franc de la fertilité avec le dieu romain Saturne dans une tirade dirigée contre les dieux païens, nommant ce dieu en premier.
Eduardo Fabbor émet l'hypothèse que Nerthus, dont le culte est lié à un lac où étaient réalisés des sacrifices humains, est à l'origine du concept de Mérovée. Les rois mérovingiens traversant le pays dans un char tiré par des bœufs pourrait être la reconstruction imaginaire du voyage de leur ancêtre.

## Mythe fondateur
La mythologie franque qui a survécu dans des sources primaires est comparable à celle d'Énée ou de Romulus, mais modifiée pour convenir aux goûts germaniques. Comme beaucoup de peuples germaniques, les Francs ont créé un mythe fondateur pour expliquer leur lien avec les peuples de l'Antiquité classique. Dans le cas des Francs, ces peuples sont les Sicambres et les Troyens. Une œuvre anonyme de 727 appelée Liber historiæ Francorum indique que, après la chute de Troie, 12 000 Troyens menés par leurs chefs Priam et Anténor traversèrent la rivière Tanaïs pour s'établir en Pannonie près de la mer d'Azov en fondant une cité appelée "Sicambria". En seulement deux générations (Priam et son fils Marcomir) depuis la chute de Troie (que les scientifiques datent de la fin de l'âge du bronze) ils arrivent à la fin du IVe siècle sur le Rhin. Une variante antérieure du mythe peut être lue dans les Chroniques de Frédégaire. On peut y lire qu'un ancien roi appelé Francio donne son nom aux Francs, à l'image de Romulus qui a donné son nom à Rome.
Ces histoires posent des problèmes évidents si on les considère comme des faits. Les historiens et les témoins contemporains comme Jules César nous affirment que les Sicambres étaient situés près du delta du Rhin et les archéologues y ont confirmé l'établissement continu d'un peuple. En outre, le mythe ne vient pas des Sicambres eux-mêmes mais de Francs plus tardifs (à l'âge carolingien ou plus tard) et il contient des erreurs géographiques. Pour ces raisons, les scientifiques pensent que ce mythe n'était pas répandu et sûrement pas historique. Par exemple John Wallace-Hadrill stipule que "cette légende est absolument sans fondement historique". Ian Wood dit "ces contes ne sont pas plus que des légendes", "en réalité, il n'y a aucune raison de croire que les Francs aient été impliqués dans une longue migration".
Aux temps mérovingiens il était courant de faire des éloges panégyriques. Ces déclarations poétiques étaient écrites pour l'amusement, la propagande, plaire aux invités ou aux dirigeants. Les panégyriques ont joué un rôle important dans la transmission de la culture. L'anachronisme était une figure habituelle des panégyriques, on employait des noms archaïques pour désigner des choses actuelles. Les Romains étaient souvent appelés "Troyens" et les Francs saliens étaient appelés "Sicambres". Un exemple notable se trouve dans la déclaration de Grégoire de Tours qui affirme que Clovis est appelé Sicambre par Rémi l'évêque de Reims lors de son baptême. Au moment crucial, Rémi aurait déclaré "Courbe la tête, fier Sicambre. Adore ce que tu as brûlé. Brûle ce que tu as adoré." Il est probable que ce soit une évocation du lien supposé entre les Sicambres et les Francs saliens, le peuple de Clovis. D'autres exemples de Saliens appelés Sicambres peuvent être trouvés dans Panegyrici Latini, la Vie du roi Dagobert et d'autres sources.

## La royauté sacrée
Les dirigeants païens francs ont probablement maintenu leurs positions élevées grâce à leur charisme ou aura. Leur légitimité et leur "droit de diriger" ont pu être basés sur leur supposée ascendance divine comme sur leur puissance pécuniaire et militaire,. Le concept de charisme est controversé.
Fredegar rapporte une histoire du roi franc Clodion le Chevelu. Prenant un bain en été avec sa femme, elle fut attaquée par un monstre marin que Fredegar décrit comme "la bête de Neptune qui ressemble au Quinotaure (bestea Neptuni Quinotauri similis). Du fait de cette attaque, on ne sait pas si Mérovée est le fruit de Clodion ou du monstre.
Durant les siècles suivants, le mythe de la royauté divine a prospéré dans les légendes de Charlemagne (768–814) comme étant le roi chrétien désigné par Dieu. Il est le personnage central des épopées franques connues sous le nom de Matière de France. La première épopée du Cycle carolingien connue sous le nom de Geste du Roi donne à Charlemagne le rôle de champion de la chrétienté. Depuis Matière de France sont sorties quelques histoires mythiques adaptés partout en Europe, comme les chevaliers Lancelot et Gauvain.

## Sources

### Primaires
- Fredegar. Historia, dans Monumenta Germaniae Historica, Scriptores Rerum Merovingicarum, Tomus II. Hannover: 1888.
- Grégoire de Tours. The History of the Franks. Lewis Thorpe, trans. Penguin Group.  (ISBN 0-14-044295-2).
- Tacite. La Germanie.

### Secondaires
- (en) William M. Daly, « Clovis : How Barbaric, How Pagan ? », Speculum, vol. 69, no 3,‎ juillet 1994, p. 619-664 (DOI 10.2307/3040846, JSTOR 3040846).
- Fabbro, Eduardo. "Germanic Paganism among the Early Salian Franks." The Journal of Germanic Mythology and Folklore. Volume 1, Issue 4, août 2006.
- Perry, Walter Copland. The Franks, from Their First Appearance in History to the Death of King Pepin. Longman, Brown, Green: 1857.
- Raemakers, Daan. De Spiegel van Swifterbant. Groningen: 2006.
- Schutz, Herbert. The Germanic Realms in Pre-Carolingian Central Europe, 400–750. American University Studies, Series IX: History, Vol. 196. New York: Peter Lang, 2000.
- Georges Tessier, Le baptême de Clovis : 25 décembre 496 (?), Paris, Gallimard, coll. « Trente journées qui ont fait la France » (no 1), 1964, 427 p. (présentation en ligne), [présentation en ligne].
Réédition : Georges Tessier, Le baptême de Clovis : 25 décembre 496 (?), Paris, Gallimard, coll. « Trente journées qui ont fait la France », 1996, 2e éd. (1re éd. 1964), 420 p. (ISBN 2-07-026218-9).
- Wallace-Hadrill, J. M. The Long-Haired Kings. Londres: Butler & Tanner Ltd, 1962.
- Wood, Ian. The Merovingian Kingdoms, 450-751 AD. 1994.